# George H. Williams
Pour les articles homonymes, voir George Williams et Williams.
George Henry Williams, né le 26 mars 1823 à New Lebanon (New York) et mort le 4 avril 1910 à Portland (Oregon), est un juriste et homme politique américain. Membre du Parti démocrate puis du Parti républicain, il est juge en chef de la Cour suprême de l'Oregon entre 1853 et 1858, sénateur du même État entre 1865 et 1871 puis procureur général des États-Unis entre 1871 et 1875 dans l'administration du président Ulysses S. Grant. Refusant l'offre présidentielle de devenir ambassadeur des États-Unis en Espagne, il retourne ensuite pratiquer le droit à Portland, devenant maire de la ville entre 1902 et 1905.
Il est également connu pour avoir soutenu le droit de vote des femmes et le droit au divorce devant les tribunaux et non plus devant les églises.

## Biographie
George Henry Williams étudie le droit et est admis au barreau en 1844. Il commence dès lors à exercer une activité de juriste à Fort Madison dans le territoire de l'Iowa avant de devenir entre 1847 et 1852 juge du premier district judiciaire de l'État. Il occupe par la suite le poste de juge en chef de la Cour suprême du territoire de l'Oregon de 1853 à 1857, mais décline la proposition du président James Buchanan de garder son poste. En 1858, il devient membre de la convention constitutionnelle de l'Oregon, dont le but est de préparer l'intégration du territoire dans les États-Unis.
Il rentre alors sur la scène politique fédérale en devenant sénateur de l'Oregon le 4 mars 1865 mais, n'ayant pas réussi à se faire réélire, il quitte le Congrès le 4 mars 1871. De 1871 à 1875, il exerce la fonction de procureur général des États-Unis dans l'administration Grant. Destiné à devenir juge à la Cour suprême, son nom est cependant retiré par le président Ulysses S. Grant. Entre 1902 et 1905, il est élu maire de Portland et meurt dans cette dernière le 4 avril 1910.